# Batalla de Messines
La batalla de Messines fue una batalla del frente occidental de la Primera Guerra Mundial. Comenzó el 7 de junio de 1917 cuando el segundo ejército británico bajo el mando de Herbert Plumer lanzó una ofensiva cerca de la localidad de Mesen (Messines) en la Provincia de Flandes Occidental, en Bélgica. 
El objetivo de la ofensiva fue unas elevaciones que se extendían desde el norte de Messines hasta pasada la localidad de Wytschaete que creaba una fortificación natural al suroeste de Ypres. Uno de los elementos clave de la batalla fue la detonación de 19 minas inmediatamente antes del asalto de la infantería, una táctica que desestabilizó las defensas alemanas y permitió el avance de las tropas para asegurar sus objetivos de un modo rápido. El ataque también fue preludio de una "tercera batalla de Ypres" de mayores dimensiones, conocida como batalla de Passchendaele, que comenzó el 11 de julio de 1917.